# Хорнби (замок, Ланкашир)
Замок Хорнби (англ. Hornby Castle) — перестроенный замок XIII века, расположенный к востоку от деревни Хорнби в долине реки Лун, Ланкашир, Англия. Внесён в Национальный реестр культурного наследия Англии как памятник архитектуры I степени.
Находится в частном владении, сады открыты для посещения в определённые даты.

## История
Считается, что замок изначально был построен Невиллами в XIII веке, поскольку фундамент башни в задней части замка датируется этим периодом и в 1285 году замком владела некая Маргарет де Невилл. Многоугольная башня на этом фундаменте датируется XVI веком и была вероятно построена сэром Эдвардом Стэнли, 1-м бароном Монтигл. В 1581 году замок унаследовала Элизабет, дочь Уильяма Стэнли, 3-го барона Монтигл, которая вышла замуж за Эдуарда Паркера, 12-й барон Морли. Их сын Уильям прославился раскрытием Порохового заговора, а внук Генри был ревностным роялистом в начале Английской революции. Во время войны замок был захвачен полковником Эшетоном в 1643 году и в 1648 году там стояла шотландская армия герцога Гамильтона. Хотя впоследствии семья вернула замок, сын Генри Томас был вынужден из-за стесненных финансовых обстоятельств продать замок Роберту Бруденеллу, 2-му графу Кардиган в 1663 году.
В 1713 году Бруденеллы продали его печально известному полковнику Чартерису. Его дочь Джанет вышла замуж за Джеймса Уэмисса, 5-го графа Уэмисс, и реконструировала замок примерно в 1720 году. Замок наследовал её второй сын Фрэнсис (взявший фамилию Чартерис), который в 1789 году продал Хорнби Джону Марсдену из Веннингтон-холла, известному как «Глупый Марсден». Марсден продал Веннингтон, чтобы заплатить за Хорнби. После долгой судебной тяжбы по поводу завещания Марсдена Хорнсби получил адмирал Сэндфорд Тэтэм в 1838 году и завещал его своему племяннику Падси Доусону-мл., верховному шерифу Ланкашира в 1845 году. Доусон нанял ланкастерских архитекторов Шарпа и Пейли перестроить замок, что они и сделали между 1847 и 1850 годами. Архитекторы сохранили более ранние части здания, включая многоугольную башню, но снесли или реконструировали новшества Чартерис. В 1859 году замок унаследовал племянник Падси, Ричард Падси Доусон, который продал его фабриканту Джону Фостеру. При нём архитекторы Пейли и Остин внесли некоторые дополнения в 1879—1882 годах; дальнейшие изменения были внесены в 1890 году Моусонами из Брэдфорда. Замок передавался по наследству в семье Фостеров.